# Typhonia niphocosma
Typhonia niphocosma is een vlinder uit de familie van de zakjesdragers (Psychidae). De wetenschappelijke naam van de soort is voor het eerst geldig gepubliceerd in 1934 door Edward Meyrick.